# O-CRAZY LUV
『O-CRAZY LUV』（オー・クレイジー・ラヴ）は、KEIKO（KCO名義）の1枚目のオリジナル・アルバム。2008年4月30日にユニバーサル・シグマから発売された。

## 解説
- iTunes StoreでのJ-POPランキング5位、総合ランキング12位。
- 「SECRET COMES -TK REMIX-」（#12）「SELFISH -FULL LENGTH-」（#13）は、iTunes Storeにおいてアルバム購入限定で配信されたトラック。
- 初回限定版のみ、「春の雪」のPVとオフショット映像を収録したDVDが付属している[2]。

## 収録曲
| 全作曲・編曲: 小室哲哉。 |                             |               |            |      |
| #                        | タイトル                    | 作詞          | 作曲・編曲 | 時間 |
| 1.                       | 「SELFISH」                 | 小室哲哉      | 小室哲哉   | 5:58 |
| 2.                       | 「春の雪 -FULL LENGTH-」    | 小室哲哉・KCO | 小室哲哉   | 6:49 |
| 3.                       | 「SLIDE」                   | KCO           | 小室哲哉   | 5:12 |
| 4.                       | 「SECRET COMES」            | KCO           | 小室哲哉   | 4:57 |
| 5.                       | 「O-CRAZY LUV」             | 小室哲哉      | 小室哲哉   | 6:12 |
| 6.                       | 「HELLO UK」                | KCO           | 小室哲哉   | 4:47 |
| 7.                       | 「SORRY LONELY」            | KCO           | 小室哲哉   | 3:58 |
| 8.                       | 「SELF INDICATION」         | 小室哲哉      | 小室哲哉   | 4:00 |
| 9.                       | 「ネムラセテ」              | 小室哲哉      | 小室哲哉   | 4:56 |
| 10.                      | 「LAST DANCE」              | 小室哲哉      | 小室哲哉   | 5:01 |
| 11.                      | 「MOBILE EMOTION」          | 小室哲哉      | 小室哲哉   | 4:23 |
| 12.                      | 「SECRET COMES -TK REMIX-」 | KCO           | 小室哲哉   | 7:02 |
| 13.                      | 「SELFISH -FULL LENGTH-」   | 小室哲哉      | 小室哲哉   | 7:41 |
| 合計時間:                | 合計時間:                   | 合計時間:     | 70:56      |      |

## クレジット

### レコーディング・メンバー
- 小室哲哉 : Keyboards, Synthesizers, Piano, Guitars (#1,#3,#5,#9)
- Michael Thompson : Guitars (#2, #6)
- 木根尚登 : Acoustic Guitars (#7)
- そうる透 : Drums (#1,#2,#3,#6,#11)

### スタッフ
- Produced : 小室哲哉
- Mixed : 遠山勉 (#1-#9), 小室哲哉 (#10), 佐竹央行 (#11)
- Mastered : 小島康太郎
- Recorded : 佐竹央行, 伊東俊郎, 遠山勉
- Assisted : 市野純,寺尾修一郎, 米山雄大, 鈴木進悟
- Synthesizer Programming, Protools Editing : 岩佐俊秀
- Music Supervision : にしむらりき